# Rok Rozman
Rok Rozman (Kranj, Yugoslavia, 2 de enero de 1988) es un deportista esloveno que compitió en remo.
Ganó una medalla de bronce en el Campeonato Mundial de Remo de 2009, en la prueba de cuatro sin timonel. Participó en los Juegos Olímpicos de Pekín 2008, ocupando el cuarto lugar en la misma prueba.

## Palmarés internacional
| Campeonato Mundial | Campeonato Mundial | Campeonato Mundial | Campeonato Mundial |
| Año                | Lugar              | Medalla            | Prueba             |
| ------------------ | ------------------ | ------------------ | ------------------ |
| 2009               | Poznań (Polonia)   | Medalla de bronce  | Cuatro sin timonel |